# Augy-sur-Aubois
Augy-sur-Aubois és un municipi francès, situat al departament de Cher i a la regió de Centre – Vall del Loira. L'any 2007 tenia 301 habitants.

## Demografia

### Població
El 2007 la població de fet d'Augy-sur-Aubois era de 301 persones. Hi havia 124 famílies, de les quals 36 eren unipersonals (8 homes vivint sols i 28 dones vivint soles), 44 parelles sense fills, 36 parelles amb fills i 8 famílies monoparentals amb fills.
La població ha evolucionat segons el següent gràfic:
Habitants censats

### Habitatges
El 2007 hi havia 208 habitatges, 125 eren l'habitatge principal de la família, 50 eren segones residències i 34 estaven desocupats. 205 eren cases i 2 eren apartaments. Dels 125 habitatges principals, 108 estaven ocupats pels seus propietaris, 14 estaven llogats i ocupats pels llogaters i 3 estaven cedits a títol gratuït; 2 tenien una cambra, 9 en tenien dues, 26 en tenien tres, 35 en tenien quatre i 53 en tenien cinc o més. 74 habitatges disposaven pel capbaix d'una plaça de pàrquing. A 62 habitatges hi havia un automòbil i a 51 n'hi havia dos o més.

### Piràmide de població
La piràmide de població per edats i sexe el 2009 era:
| Homes | Edats   | Dones |
| ----- | ------- | ----- |
| 0     | 95 o +  | 4     |
| 0     | 90 a 94 | 4     |
| 8     | 85 a 89 | 4     |
| 0     | 80 a 84 | 4     |
| 4     | 75 a 79 | 8     |
| 16    | 70 a 74 | 12    |
| 16    | 65 a 69 | 8     |
| 12    | 60 a 64 | 12    |
| 12    | 55 a 59 | 12    |
| 20    | 50 a 54 | 16    |
| 12    | 45 a 49 | 0     |
| 8     | 40 a 44 | 16    |
| 12    | 35 a 39 | 4     |
| 8     | 30 a 34 | 16    |
| 12    | 25 a 29 | 8     |
| 4     | 20 a 24 | 12    |
| 16    | 15 a 19 | 4     |
| 0     | 10 a 14 | 0     |
| 4     | 5 a 9   | 0     |
| 24    | 0 a 4   | 4     |

## Economia
El 2007 la població en edat de treballar era de 172 persones, 125 eren actives i 47 eren inactives. De les 125 persones actives 108 estaven ocupades (57 homes i 51 dones) i 17 estaven aturades (11 homes i 6 dones). De les 47 persones inactives 23 estaven jubilades, 5 estaven estudiant i 19 estaven classificades com a «altres inactius».

### Ingressos
El 2009 a Augy-sur-Aubois hi havia 128 unitats fiscals que integraven 309 persones, la mediana anual d'ingressos fiscals per persona era de 13.593 €.

### Activitats econòmiques
Dels 13 establiments que hi havia el 2007, 2 eren d'empreses de construcció, 3 d'empreses de comerç i reparació d'automòbils, 2 d'empreses de transport, 3 d'empreses d'hostatgeria i restauració, 1 d'una empresa de serveis, 1 d'una entitat de l'administració pública i 1 d'una empresa classificada com a «altres activitats de serveis».
Dels 4 establiments de servei als particulars que hi havia el 2009, 1 era un taller de reparació d'automòbils i de material agrícola, 2 fusteries i 1 restaurant.
L'any 2000 a Augy-sur-Aubois hi havia 29 explotacions agrícoles que ocupaven un total de 3.381 hectàrees.

## Equipaments sanitaris i escolars
El 2009 hi havia una escola elemental integrada dins d'un grup escolar amb les comunes properes formant una escola dispersa.

## Poblacions més properes
El següent diagrama mostra les poblacions més properes.